# Порт-о-Шуа
Порт-о-Шуа (англ. Port au Choix) — небольшой город (англ. town) на острове Ньюфаундленд (провинция Ньюфаундленд и Лабрадор, Канада). Название города происходит от баскского Portuichoa или Portichoa, что означает «маленький порт» или «маленькая гавань».

## География
Порт-о-Шуа расположен в северо-западной части острова Ньюфаундленд, на западном побережье Большого Северного полуострова, у залива Святого Лаврентия. Город расположен на одноимённом полуострове Порт-о-Шуа (Port au Choix Peninsula), на перешейке, к северу от которого находится бухта Бэк-Арм (Back Arm), а к югу — бухта Гаргамель-Ков (Gargamelle Cove). Бухта Бэк-Арм представляет собой защищённую гавань, в которой находится порт города Порт-о-Шуа. Площадь города составляет 35,61 км².

## История
На месте, где расположен современный Порт-о-Шуа, с давних пор существовали индейские поселения. В 2400—1200 годах до н. э. там селились индейцы морской архаической культуры. Примерно с 800 года до н. э. до 100 года н. э. там жили палеоэскимосы культуры Гросуотер, а с начала нашей эры до 700 года — палеоэскимосы культуры Дорсет. Другие индейские племена жили в районе нынешнего Порт-о-Шуа до 1600 года. Рядом с городом Порт-о-Шуа находится одноимённый археологический район, который имеет статус национальной исторической достопримечательности Канады.
Начиная с XVI века, Порт-о-Шуа был важным рыболовецким центром баскских рыбаков. В XVIII—XIX веках Порт-о-Шуа использовался французскими рыбаками, которые в больших количествах заготавливали треску и другие виды рыб. Наряду с этим французы отлавливали омаров, а в 1880-х годах открыли фабрику по их заготовке. К концу XIX века французских рыбаков вытеснили англичане. С тех пор город продолжает оставаться важным центром рыбной промышленности.

## Население
Согласно переписи населения 2016 года, население Порт-о-Шуа составляло 789 человек, 50 % мужчин и 50 % женщин. Средний возраст жителей Порт-о-Шуа составлял 47,6 лет.
| 1986 | 1991 | 1996 | 2001 | 2006 | 2011 | 2016 |
| ---- | ---- | ---- | ---- | ---- | ---- | ---- |
| 1290 | 1260 | 1145 | 1010 | 893  | 839  | 789  |

## Фотогалерея

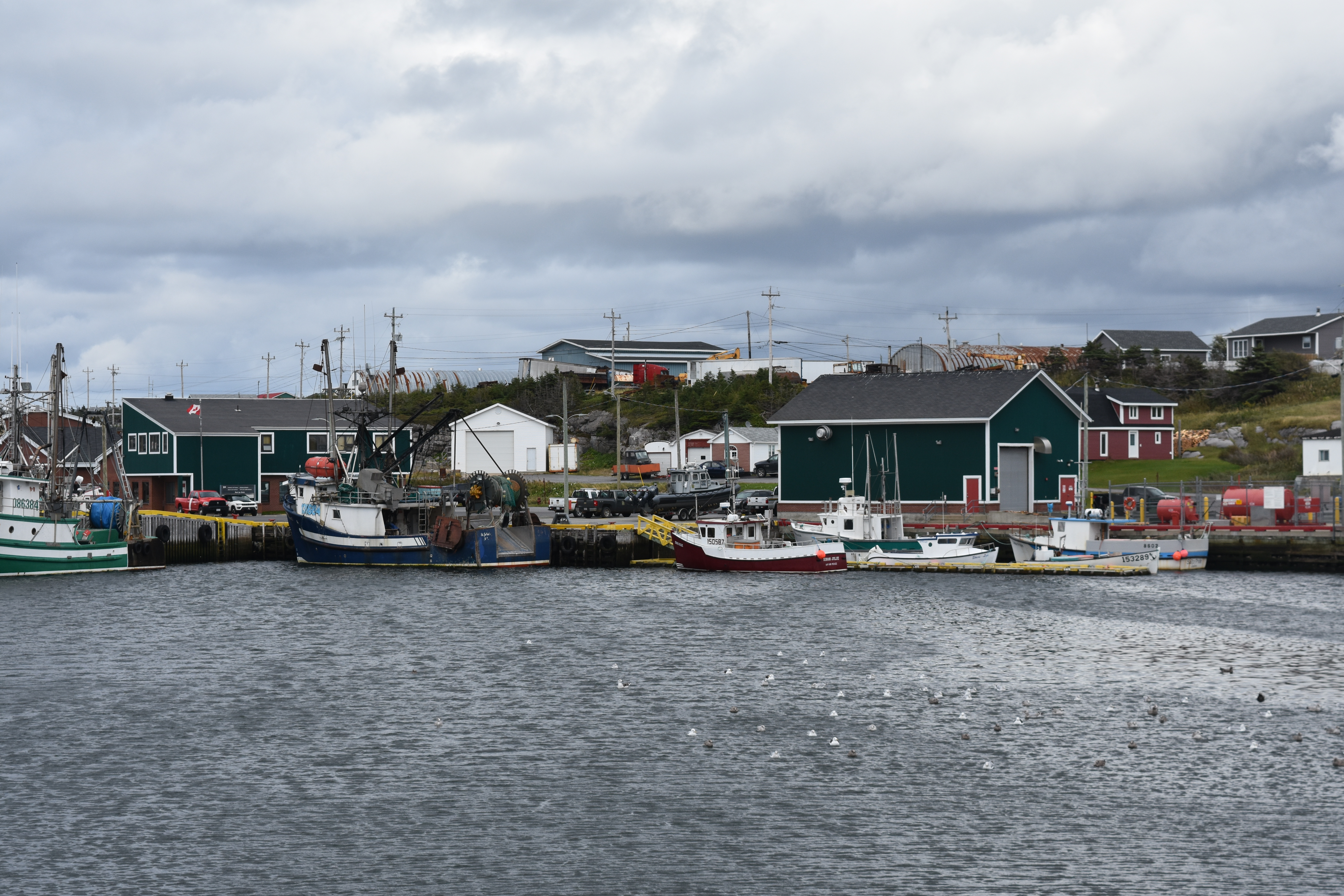
Порт города Порт-о-Шуа
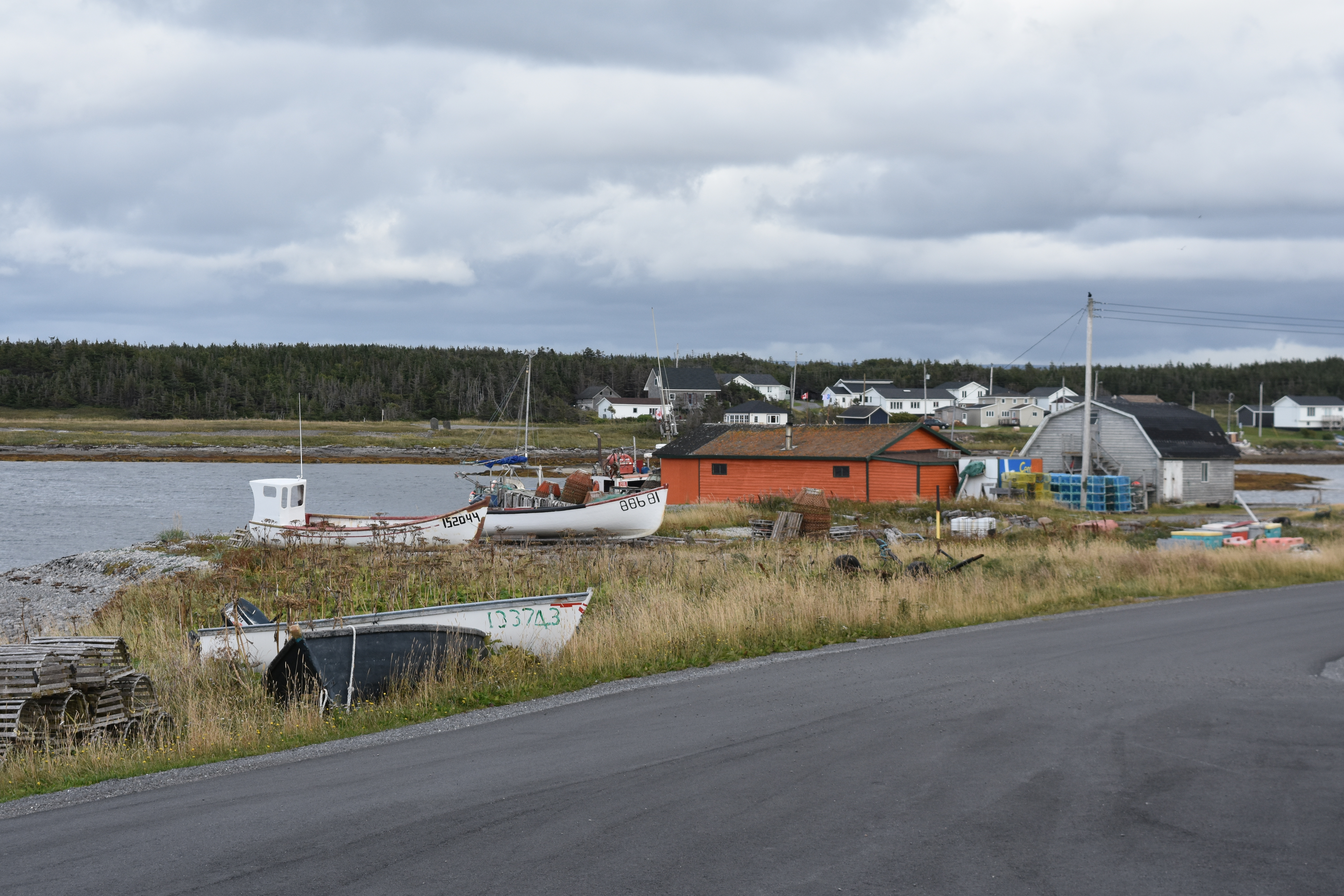
Северо-западная часть города
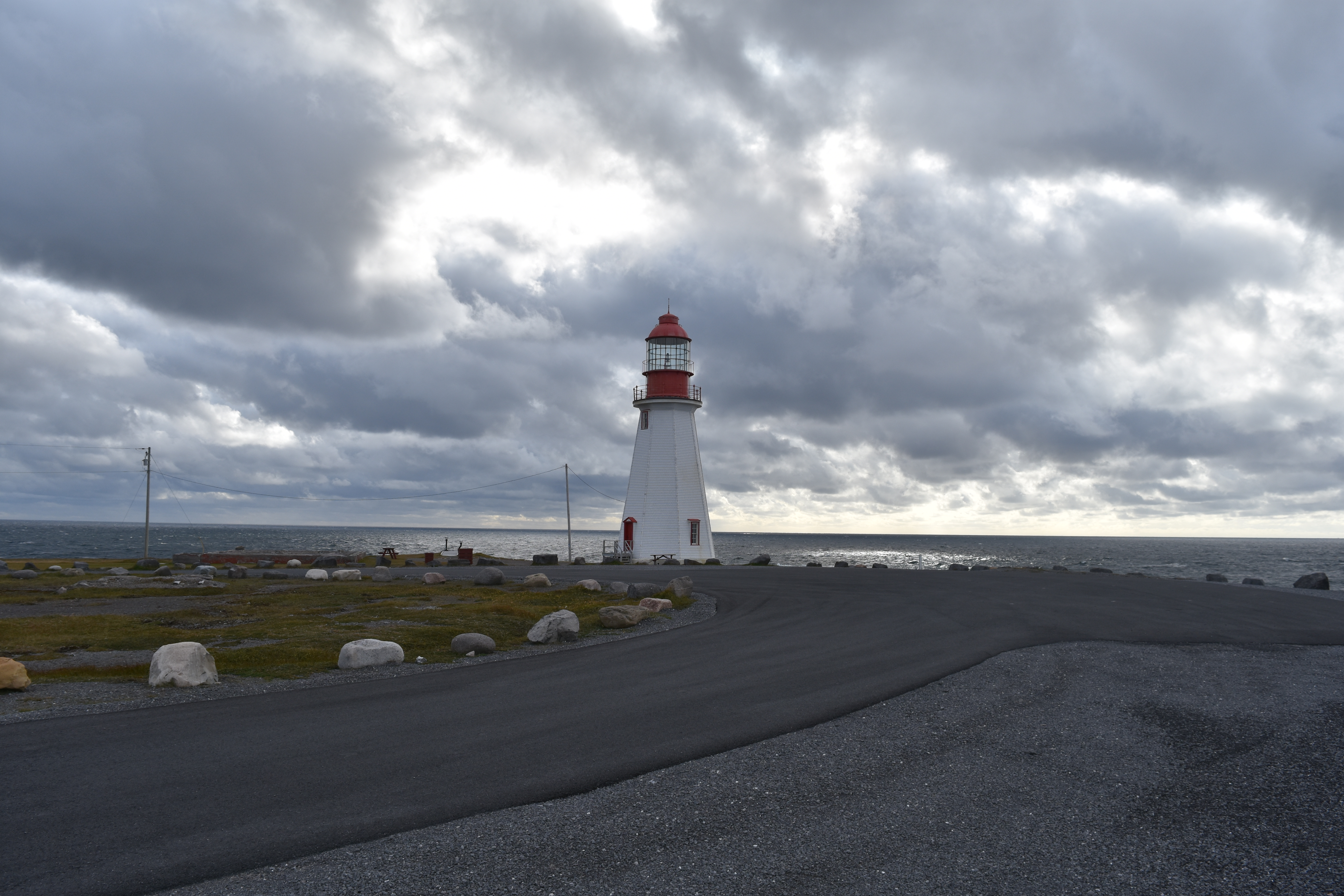
Маяк Пойнт-Риш
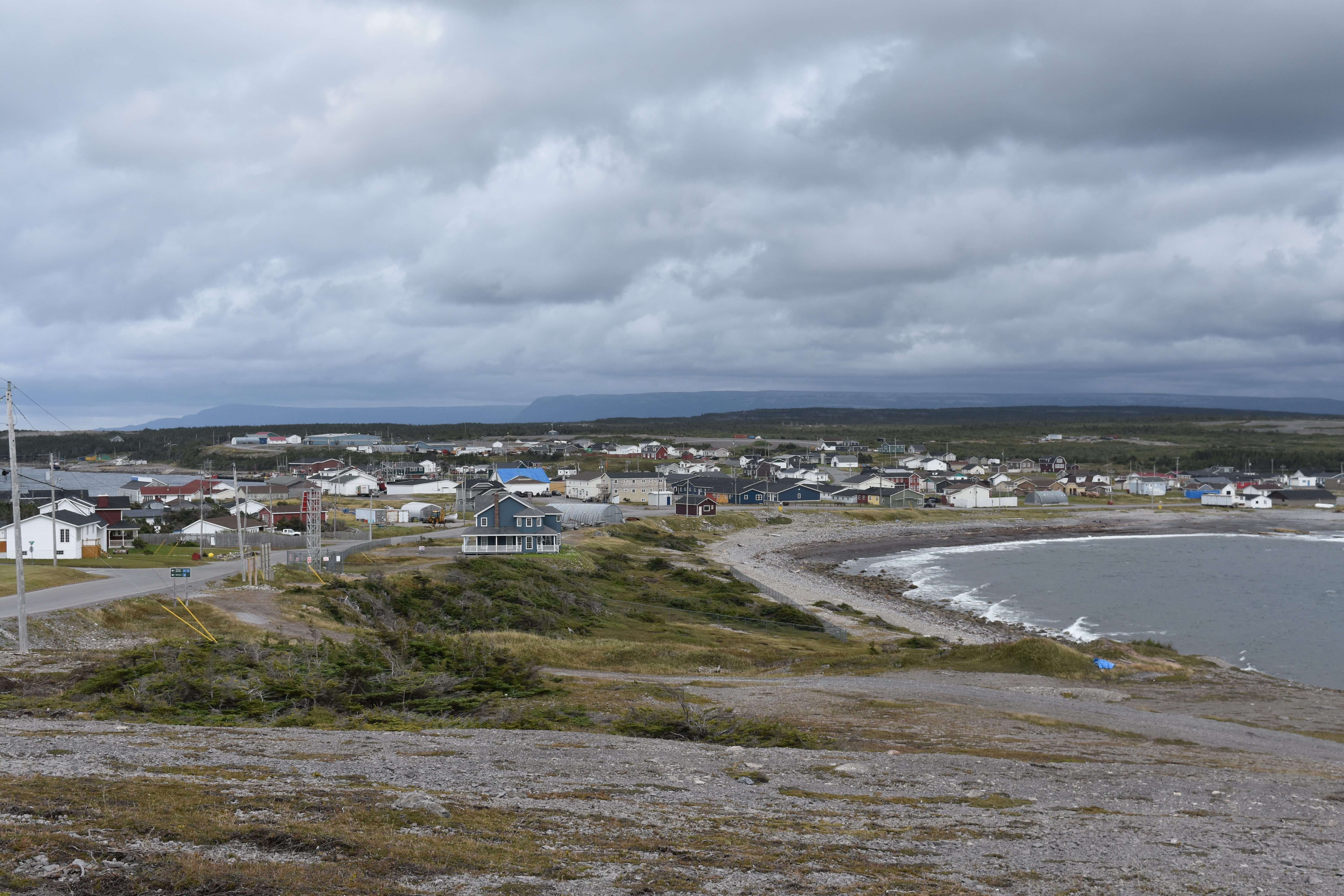
Вид на город от Гаргамель-Ков